# Josef Zmek

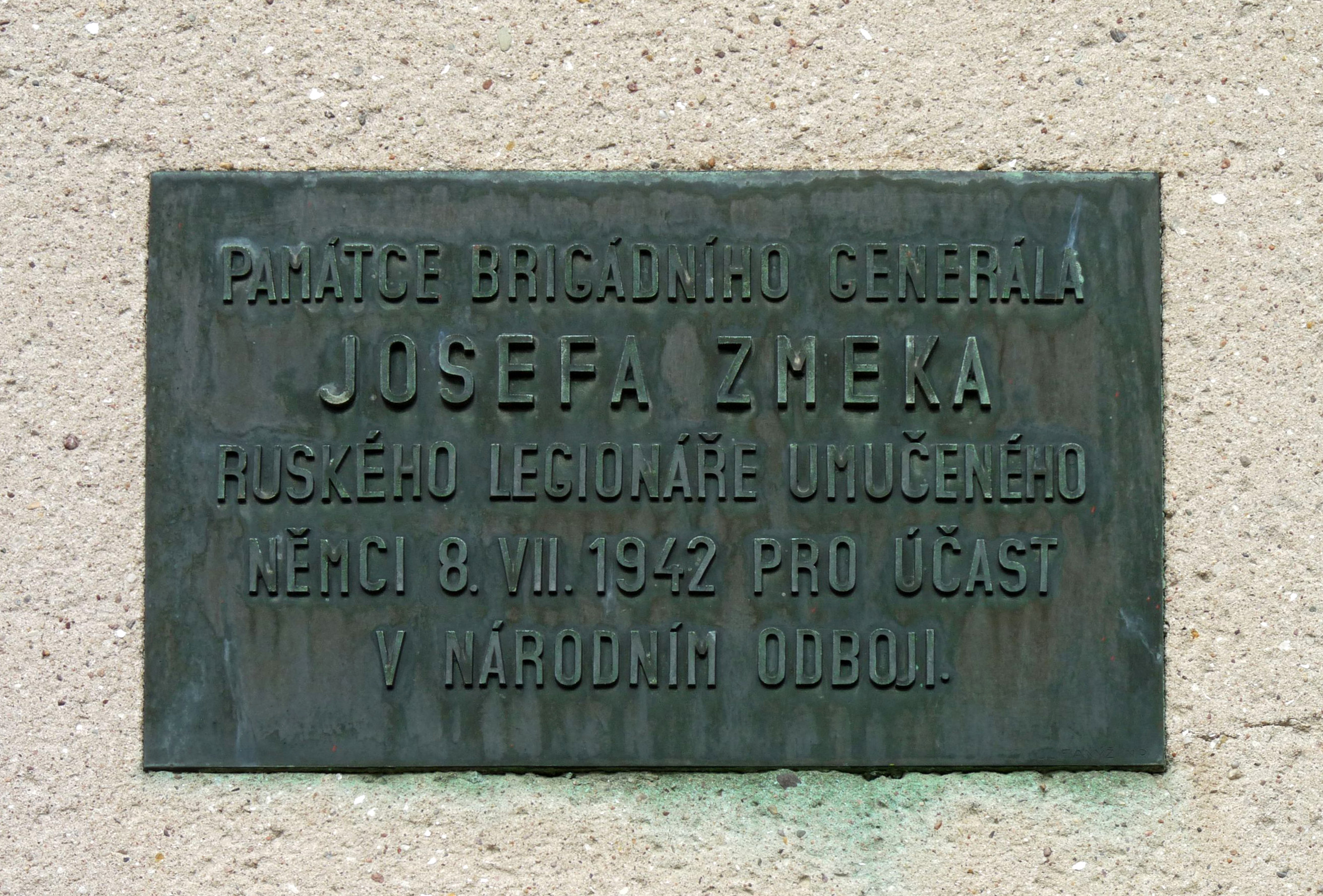
Tablica pamiątkowa w miejscu urodzenia Josefa Zmeka

Josef Zmek (ur. 16 października 1889 we wsi Počátky, zm. 8 lipca 1942 w obozie koncentracyjnym Sachsenhausen) – czechosłowacki wojskowy, generał brygady, uczestnik czechosłowackiego ruchu oporu przeciwko okupacji niemieckiej.

## Życiorys
Urodził się we wsi Počátky (obecnie wchodzi w skład miasta Chotěboř, w rodzinie chłopskiej. Po ukończeniu szkoły miejskiej w Chotěbořze, w latach 1905-1909 chodził do szkoły średniej w Hradec Kralove, gdzie uzyskał maturę, po czym od 1910 roku pracował jako urzędnik bankowy, gdzie pracował do wybuchu wojny. W październiku 1912 roku powołany do wojska, gdzie odbył przeszkolenie podstawowe oraz ukończył jednoroczną szkołę oficerów rezerwy w 18 pułku piechoty w Hradec Kralove, którą ukończył we wrześniu 1913 roku i zwolniony został do rezerwy.
Po wybuchu I wojny światowej zmobilizowany w lipcu 1914 do 18 pułku piechoty i jako dowódca plutonu skierowany został na front wschodni. W dniu 5 lipca 1915 roku w Lublinie dostał się do niewoli rosyjskiej. W niewoli przebywał do 1917 roku, gdy w lipcu zgłosił się na ochotnika do Legionu Czechosłowackiego.
W dniu 18 lipca 1917 roku został wcielony do 5 pułku piechoty, gdzie odbył dwumiesięczny kurs dowódców, po czym został skierowany jako dowódca plutonu w 7 pułku piechoty. W pułku tym służył do 28 sierpnia 1918 roku, w tym czasie został dowódcą kompanii, był też emisariuszem do obozów jenieckich dla rekrutowania żołnierzy do Legionu Czechosłowackiego. Wziął udział w dniach 8 – 13 kwietnia 1918 w bitwie pod Bachmaczem przeciwko wojskom niemieckim, a następnie brał udział w walkach przeciwko oddziałom bolszewickim. W dniu 29 sierpnia 1918 roku został dowódcą 11 pułku piechoty, na czele tego pułku brał udział w walkach przeciwko Armii Czerwonej w składzie czechosłowackiej 3 Dywizji Piechoty oraz w walkach w czasie odwrotu wzdłuż Transsyberyjskiej Magistrali Kolejowej w okresie styczeń – luty 1920 rok. Zachorował wtedy na dur brzuszny i przebywał w szpitalu od kwietnia 1920 roku. Po wyleczeniu w lipcu 1920 roku wypłynął z Władywostoku i w dniu 1 sierpnia 1920 roku powrócił do Czechosłowacji.
Po powrocie do Czechosłowacji pozostał w wojsku i został dowódcą 11 pułku piechoty armii czechosłowackiej, dowódcą tego pułku był do 23 października 1922 roku. W tym czasie podnosił swoje kwalifikacje zawodowe, w okresie 1 października 1920 – 31 lipca 1921 ukończył III kurs Szkoły Sztabu Generalnego w Pradze, a potem od listopada 1921 do sierpnia 1922 ukończył II kurs Wyższej Szkoły Wojennej. Następnie był dowódcą 12 pułku piechoty (24.10.1922 – 15.04.1928), 27 pułku piechoty (15.04.1928 – 15.10.1932) i 8 Brygady Piechoty (15.10.1932 – 31.10.1934). Potem przeszedł do Ministerstwa Obrony Narodowej, gdzie był zastępcą szefa wydziału I/1 (piechoty), funkcję tę pełnił do 14 października 1937 roku. Następnie został dowódcą 14 Dywizji Piechoty, którą dowodził do czasu rozwiązania armii czechosłowackiej w lipcu 1939 roku.
Po opuszczeniu wojska zaczął pracować jako urzędnik w szpitalu psychiatrycznym w Kroměřížu, jednocześnie włączył się w działania podziemnej organizacji wojskowej Obrona Narodu, gdzie był dowódcą regionu. W dniu 7 marca 1940 roku został aresztowany, początkowo przebywał w więzieniu w Brnie, a następnie w Legnicy. Zatrzymany został pod zarzutem, że w dniach 30 czerwca – 1 lipca 1918 roku uczestniczył w egzekucji niemieckich jeńców wojennych w Kańsku na Syberii. Został za to skazany przez sąd wojenny na 15 lat więzienia, ale w dniu 30 października 1940 roku został skierowany do obozu koncentracyjnego w Sachsenhausen, a w jego aktach zaznaczono, że jego powrót nie jest wskazany, co było jednoznaczne z wyrokiem śmierci. Tak też się stało – zmarł on bowiem 8 lipca 1942 roku w obozie w niewyjaśnionych okolicznościach. Niemcy nie wiedzieli o jego działalności w ruchu oporu.
Po wojnie w związku z jego zasługami w 1946 roku pośmiertnie nadano mu stopień generała dywizji oraz Czechosłowacki Krzyż Wojenny 1939.

## Awanse

### Armia Austro-Węgierska
- chorąży (praporčík) (01.09.1914)
- porucznik (poručík) (01.05.1915)

### Legion Czechosłowacki
- porucznik (poručík legií) (07.02.1918)
- nadporucznik (podkapitán legií) (17.08.1918)
- major (major legií) (03.12.1918)

### Armia czechosłowacka
- major (major pěchoty) (01.08.1920)[3]
- podpułkownik (podplukovník pěchoty) (03.06.1922)
- podpułkownik dyplomowany (podplukovník generálního štábu) (09.09.1922)
- pułkownik dyplomowany (plukovník generálního štábu) (05.04.1928)
- generał brygady (brigádní general) (11.01.1934 ze starszeństwem od 1.01.1934)[4])
- generał dywizji (divisní generál in memoriam) (pośmiertnie – 25.10.1946 ze starszeństwem od 1 maja 1942[5])

## Odznaczenia
- Order Sokoła z mieczami (1919)
- Czechosłowacki Krzyż Wojenny 1918 (1919)
- Czechosłowacki Medal Rewolucyjny (1920)
- Medal Zwycięstwa (1921)
- Krzyż Wojenny Czechosłowacki 1939 (pośmiertnie – 1945)
- Order św. Stanisława kl. II (Rosja – 1918)
- Krzyż Wojskowy (Wielka Brytania – 1919)
- Krzyż Wojenny (Francja – 1920)
- Krzyż Zasługi Wojennej (Włochy – 1921)
- Order Pogromcy Niedźwiedzia kl. II (Łotwa – 1924)